# كراوية الأزهار الهندية
كراوية الأزهار الهندية    أو حَبَقْبَق أو زُرّ الوَرْد هي نبات مزهر من جنس كراوية الأزهار. يتوزع في منطقة من شمال أستراليا في جميع أنحاء هندومالايا. تمت دراسة النبات لخصائصه المحتملة المعززة للصحة، كمضاد للالتهابات في المقام الأول.
تُستخدم كراوية الأزهار الهندية على نطاق واسع في نظام الطب الهندي القديم في حالات مختلفة مثل الصرع، والأمراض العقلية، والشيمكرانيا، واليرقان، واعتلال الكبد، والسكري، والجذام ، والحمى، وألم الصدر، والسعال، واعتلال المعدة، والفتق، والبواسير، وداء الديدان الطفيلية، وعسر الهضم والأمراض الجلدية. [بحاجة لمصدر]